# Thomas Bek van Castleford
Thomas Bek van Castleford was een Engels historicus die schreef rond 1350. Zijn naam verwijst naar de plaats Castleford in Yorkshire. 
Hij was de schrijver van een Middelengelse kroniek in verzen. Zijn werk zette de traditie voort van geschiedschrijvingen zoals die van Robert van Gloucesters Chronicle. Het is geschreven in het noordelijke dialect en telt bijna 40.000 regels, waarvan de eerste 27.000 zijn ontleend aan Geoffrey van Monmouth. De kroniek eindigt met de troonsbestijging van Eduard III in 1327.
Er is slechts een manuscript van de tekst bewaard gebleven. Het bevindt zich momenteel in de bibliotheek van de universiteit van Göttingen en is tot op heden niet geredigeerd met het oog op publicatie.